# Sestry od adorace Nejsvětějšího srdce
Sestry od adorace Nejsvětějšího srdce (francouzsky: Sœurs de l'Adoration du Sacré-Coeur) je ženská řeholní kongregace.

## Historie
Kongregace byla založena roku 1820 Carolinou de Choussy de Grandpré a knězem Léonardem Furnionem. Dne 25. ledna 1854 získala schválení od lyonského arcibiskupa Louise-Jacques-Maurice de Bonald, od Svatého stolce byla schválena 2. října 1893 a definitivní potvrzení získala 21. prosince 1900.

## Aktivita a šíření
Kongregace se věnuje úctě k Nejsvětější svátosti a vzdělávání mládeže.
Jsou přítomni v Itálii a ve Francii; generální kurie se nachází v Římě.
K roku 2008 měla kongregace 18 sester ve 4 domech.